# Marie-Françoise Hans
Pour les articles homonymes, voir Hans.
Marie-Françoise Hans est une romancière, journaliste, scénariste, dramaturge et essayiste française, née dans les années 1950.
Elle a publié plusieurs livres sur l'érotisme et les femmes.

## Œuvres
Romans
- Tamara, ma sœur, Paris, Régine Desforges, 1976
- Coups de dés, Paris, Seuil, 1982
- Double dame, Paris, Seuil, 1985
- Le Pêcheur de brume, Paris, Grasset, 1992
- Du côté de la vie, Paris, Grasset, 1997
- Le Temps des copines, Paris, Seuil, 2001

Pièces de théâtre
- Louise, 1997
- George et Alfred, 2008[2]

Essais
- Les femmes, la pornographie, l'érotisme, co-éd. avec Gilles Lapouge, Paris, Éditions du Seuil, 1978
- Les Femmes et l'Argent : histoire d'une conquête, Grasset & Fasquelle, 1988[3]

Scénarios
- 1980 : Une semaine de vacances
- 1983 : Joy
- 2007 : Les Jurés, mini-série télévisée